# 神戸市立藤原台小学校
神戸市立藤原台小学校（こうべしりつふじわらだいしょうがっこう）は、兵庫県神戸市北区にある神戸市立の小学校である。略称は藤小（）。F小とも。

## 概要
神戸市北区北神の藤原台地区宅地造成に伴う児童数増加に対応するため、1992年に神戸市立有野小学校から分離し設置された。
兵庫県金融広報委員会の金融・金銭教育研究校に指定されている。

## 沿革
- 1992年 - 開校

## 教育方針
教育目標
- 笑顔いっぱい ひびきあう学校

めざす子供像
- たくましく 心豊かな子

## 学校行事
- 藤小フェスティバル
- 運動会
- 音楽会

## 委員会活動・クラブ活動

### 委員会活動
2025年度の委員会活動は以下の通りである。
- プログラム委員会
- 給食委員会
- 美化委員会
- 保健委員会
- 掲示委員会
- 栽培委員会
- 飼育委員会
- 図書委員会
- 体育委員会
- 集会委員会
- 放送委員会

### クラブ活動
2025年度のクラブ活動は以下の通りである。
- コンピュータクラブ
- バドミントンクラブ
- 卓球クラブ
- 球技クラブ
- アートクラブ
- ミュージッククラブ
- サイエンスクラブ
- アスリートクラブ
- 昔遊びクラブ

## 通学区域
- 神戸市北区
  - 藤原台南町
  - 藤原台中町7丁目
  - 有野町有野（堀越地区）

## 進学先中学校
- 神戸市立有野中学校

## 校区内の主な施設
- 神戸市立藤原台児童館
- 神戸市立藤原台地域福祉センター
- 柳谷公園
- ありの藤原幼稚園
- こども園キッズキャンパス
- おおにし内科医院
- きぬがわ歯科クリニック
- やすい歯科
- 楊治療院
- つばさ調剤薬局
- 創価学会神戸北文化会館
- のん整体院
- ゴリラ公園

## 交通
- 神戸電鉄三田線岡場駅から阪急バス67系統「地域福祉センター方面行き」に乗車、藤原台南町1丁目停留所下車、徒歩3分。
- 神戸電鉄三田線五社駅から徒歩20分。

## 関係者

### 出身者
- 辰己涼介（プロ野球選手）

## 通学区域が隣接している学校
- 神戸市立有野小学校
- 神戸市立義務教育学校八多学園
- 神戸市立唐櫃小学校